# Chapelle Notre-Dame d'Aurinques
Pour les articles homonymes, voir chapelle Notre-Dame.
La chapelle Notre-Dame d'Aurinques est une chapelle située en France sur la commune d'Aurillac (Cantal), en région Auvergne-Rhône-Alpes.

## Localisation
Le monument se trouve rue de la Coste.

## Historique
Construite en 1616 à la suite d’un vœu des consuls d’Aurillac après la délivrance de la ville en 1581, la chapelle est liée à une légende mariale. Elle fut édifiée par Constantin de Combes sur les vestiges de la tour de Seyrac et restaurée en 1745.

### Protection
La chapelle est inscrite au titre des monuments historiques par arrêté du 7 octobre 1931.

## Description
L’édifice se compose de quatre travées, dont deux voûtées sur croisées d’ogives, surélevées de six marches. Un pilier central soutient les voûtes. Le chœur présente une clé pendante. La porte d’entrée porte la date de 1745.
Deux objets sont répertoriés dans la base Palissy :
- Statuette : Vierge à l'Enfant[2] ;
- Linteau[3].